# David Todd Wilkinson
En massmördare som också uppfann Eddie-teleskopet.